# En Busca de la Verdad
En Busca de la Verdad (In Search of the Truth) es un proyecto interactivo compuesto por una cabina de la verdad portátil que inició en 2011. Esta iniciativa es dirigida por The Cause Collective, una colaboración entre los artistas Ryan Alexiev, Jim Ricks, y Hank Willis Thomas.
Es una cabina inflable de vídeo de 5 metros de alto por 7 metros de ancho, con la forma de una burbuja de diálogo gigante que invita a los visitantes a grabar vídeos de sí mismos completando la oración, "La verdad es ...".

## Historia
“Entre las noticias falsas y la verificación de hechos, la verdad nunca ha sido más controvertida, lo que hace que este sea un proyecto muy oportuno. ”
– Clover Moore, el alcalde de Sydney dijo: The Australian

En Busca de la Verdad se inició en 2011 por los artistas Ryan Alexiev, Hank Willis Thomas y Jim Ricks. Will Sylvester y ahora fallecido organizador LGBTQ, Jorge Sanchez, se han unido al proyecto más recientemente. Mostrándose por primera vez en el Festival Internacional de Arte de Galway en Irlanda. El proyecto recorrió Afganistán en 2013 trabajando en conjunto con Free Press Unlimited, una organización de desarrollo de medios con sede en Ámsterdam, Países Bajos, y 1TV. También ha hecho aparición en Sudáfrica, Australia, y en 2016, se aventuró en una gira por los 50 estados de los Estados Unidos antes de la elección presidencial.
Realizó una gira por México desde San Cristóbal de las Casas en el estado Chiapas y teniendo como destino final Ciudad Juárez, visitando 20 ubicaciones durante su tour incluyendo el Museo Tamayo, Museo Anahuacalli, y Museo de Arte de Ciudad Juárez. La 'Cabina', los videos mexicanos, y un documental sobre la gira de 2018 forman parte de la exposición MANIFESTO: ART X AGENCY del Museo Hirshhorn y del Jardín de Esculturas que muestra 2019-20.